# Ayu Utami
Ayu Utami (Bogor, 21 november 1968) is een Indonesisch journaliste, radiomaakster en schrijfster van romans, korte verhalen, een theaterstuk en artikelen.
Ayu Utami is een vertolkster van de nieuwe generatie van nieuwe Indonesische artiesten en schrijvers die opkwam na de val van Soeharto. Saman (1998) wordt alom beschouwd als haar meesterwerk en werd in 2001 vertaald in het Nederlands als Samans missie. Ook het vervolg op Saman, Larung, verscheen in 2003 in het Nederlands.

## Jeugd en studie
Utami werd geboren in Bogor en groeide op in de hoofdstad Jakarta. Ze behaalde haar bachelorgraad aan de Universitas Indonesia waar ze Russische taal en literatuur had gestudeerd. Gedurende haar studietijd was ze al begonnen met het uitbrengen van verslagen en essays in verschillende kranten.
In 1990 werd ze tot finaliste uitgeroepen in Wajah Femina, een schoonheidsverkiezing in Indonesië. Ze streefde echter geen carrière na als model en had afkeer van cosmetica en make-up.
In 1995 volgde ze een studie in Advanced Journalism bij de Thomson Foundation in Cardiff (Verenigd Koninkrijk) en in 1999 het Asian Leadership Fellow Program in Tokio, Japan.

## Loopbaan
Ze was journaliste voor verschillende Indonesische magazines, waaronder Humor, Matra, Forum Keadilan, en  D&R. Kort nadat Soeharto tijdens de periode van de Nieuwe Orde drie magazines verbood, te weten Tempo, Editor en Detik, richtte Utami uit protest tegen het verbod mede het Aliansi Jurnalis Independen (Alliantie van Onafhankelijke Journalisten) op. Ondergedoken zette ze haar journalistieke werk voort, onder meer met de publicatie van een zwartboek over de corruptie van het Soeharto-regiem.
Utami publiceerde haar eerst roman, Saman, in 1998, slechts enkele weken voor de val van Soeharto. Het boek wordt gezien als een van de signalen van het veranderende culturele en politieke landschap in Indonesië. Het boek leverde haar de eerste prijs op van de Dewan Kesenian Jakarta (Kunstraad van Jakarta). Ze won eveneens een Prins Claus Prijs in 2000. Van het boek werden meer dan 100.000 exemplaren verkocht en verscheen 34 maal een herdruk. Het vervolg op Saman was Larung dat ze in 2001 publiceerde.
Hierna ging ze aan het werk voor Radio 68H, een onafhankelijk landelijk nieuwsstation, en schreef ze voor het culturele tijdschrift Kalam en in Teater Utan Kayu in Jakarta. Met haar theaterstuk en boek Pengadilan Susila (Susila's rechtszaak) uit 2008 protesteert ze tegen de anti-pornografiewetgeving.
Ze is als onderzoekster verbonden aan het Institut Studi Arus Informasi (Instituut voor Studies van Vrij Verkeer van Informatie).